# スペシャライズド
スペシャライズド（正式名Specialized Bicycle Components ）は、アメリカ合衆国カリフォルニア州に本社を置く総合サイクリングブランドである。"Innovate or Die"（革新を、さもなくば死を）を社是に、ロードバイク、マウンテンバイクの自転車フレームのみならず、ウエア、ヘルメットなども開発。総合的なサイクリングの楽しさを感じてもらうため、積極的に新しい技術を採用し、その製品は競技レベルを問わず多くのサイクリストに使用されている。

## 歴史
1974年、マイク・シンヤードにより設立。「大学卒業後にも自転車に関わる仕事がしたい」そう思っていた創業社長マイク・シンヤードは、当時乗っていたフォルクスワーゲンバスを1500ドルで売却。それを資金にサイクリング文化発祥の地であるヨーロッパ縦断旅行に出発した。そこで偶然チネリの創始者チーノ・チネリと会うチャンスを得てアメリカへの輸入権を獲得。創業当時は自宅だったトレーラーハウスを倉庫に利用し、自転車の荷台にパーツを積み込みバイクショップに納品する日々を送っていたという。
1976年にはブランドオリジナルのパーツ開発にも着手。手始めとして作られたツーリング用タイヤは日本の三ツ星ベルトが製作したと言われている。その3年後には現在もラインナップにその名前が残っているロードバイク「アレー (Allez)」を発売。このフレームにも日本製のものが使用された。
1981年、世界初の量産型マウンテンバイク「スタンプジャンパー (Stumpjumper)」をリリースする。このモデルは大ヒットとなり、「新しい自転車の文化とライフスタイルを切り開いた」功績により、ワシントンD.C.のスミソニアン協会の永久所蔵品にも加えられることになった。当時のスタンプジャンパーは日本の新家工業によるOEM生産で、その後も日本メーカーによる高品質なスチールフレームは高い人気を博した。
1995年、スペシャライズドは規模拡大を目指して廉価版ブランド、Full Forceを発表。Full Forceはスポーツ量販店やディスカウントストアなど向けに作られた廉価版のマウンテンバイクであったが、メインの取引先であった自転車専門店の怒りを買い、翌1996年にこれを撤回した。この一連の混乱により30%もの売り上げを失い破産寸前に追い込まれることになった。
2001年、財務危機の打開のため、当時フレームの生産を委託していた台湾のメリダ・インダストリーに株式の49%を30百万米ドルで譲渡。しかし、マイク・シンヤードが引き続き筆頭株主およびCEOとして会社に残り、独自経営は保たれた。以降もメリダとの関係は続いており、スペシャライズドのサプライヤーとして各種製品の製造を担っている。
2013年3月、カナダに開店したばかりの「カフェ・ルーベ・バイシクル・スタジオ」という小さな自転車店を相手取り、商標侵害で提訴。ショップ名の「ルーベ」がスペシャライズド社が使用権を得ている商標＝「ルーベ」（ロードバイクのモデル名）を侵害していると主張した。そもそもルーベは著名な自転車レースが行われる地名の一つであり、また、同自転車店が退役軍人のセカンドライフとして始めた店ということもあり、ソーシャルメディアを始めユーザーの非難が殺到することとなった。

## レース活動
2000年、初めてツール・ド・フランスに出場。ホセバ・ベロキがエースを務めていたフェスティナ・チームをサポートし、ベロキは総合3位、チームは総合2位と活躍。近年では過去に2年連続世界王者となったパオロ・ベッティーニやベルギーの英雄トム・ボーネンが所属していることでも知られるクイックステップ・サイクリングチームなどに機材を供給。また2009年にはチーム・サクソバンク、2010年にはアルベルト・コンタドールと個人契約を結び、これに合わせてコンタドールが所属するアスタナにも機材供給を行った。
2022年現在、UCIワールドチームでは、ドゥクーニンク・クイックステップ、ボーラ＝ハンスグローエとチーム・トタルエネルジーの3チームに機材供給を行っている。
国内では2012年、日本を代表するロードレースチームである愛三工業レーシングチームにサポートを開始した。
2012年のロンドンオリンピック、個人ロードレースではアレクサンドル・ヴィノクロフがゴール直前で集団を飛び出し、金メダルを獲得した。

## BGフィット
腰痛に悩まされていたマイク・シンヤードが、サイクリストの身体に精通しているアンディ・ブルイット医師に診てもらったことから始まったポジション矯正プログラム。正式名称は『BODY GEOMETORY FIT INTEGRATION TECHNOLOGY』。この医学的見地に基づくプログラムは、ライダーそれぞれの身体の柔軟性、筋肉の状態、乗り方などからベストなフィッティングを割り出すもの。インタビューやローラー台でのチェックなど、約2時間で各ライダーにフィットするポジションを提供してくれる。2012年シーズンからスペシャライズドのサポート受けている愛三工業レーシングチームもこのプログラムを受け、ポジションの最適化を行っている。

## 企業文化
- LUNCH RIDE（ランチライド）

スタッフがランチタイムを利用して、40分ほどのバイクライドに出かけるユニークなカルチャーのひとつ。プロトタイプや製品のテストを行ったり、新しいアイデアのヒントを得たり、単にバイクライドを楽しむだけではない、サイクルカンパニーの根幹をなす大切な時間として行われている。
- BIG EASY(ビッグイージー)

週末を利用して100マイルほどのロングライドを行う同社の名物行事。ビッグイージーとはキツくない「イージー（ゆっくり）」な強度で走ると、いつの間にか「ビッグ（長い）」な距離を走り切っていた、という意味の言葉。イージーとは言うものの、レベル別で行われるため、上位レベルのグループではかなりのハイペースで走行しているとか。

## 製品

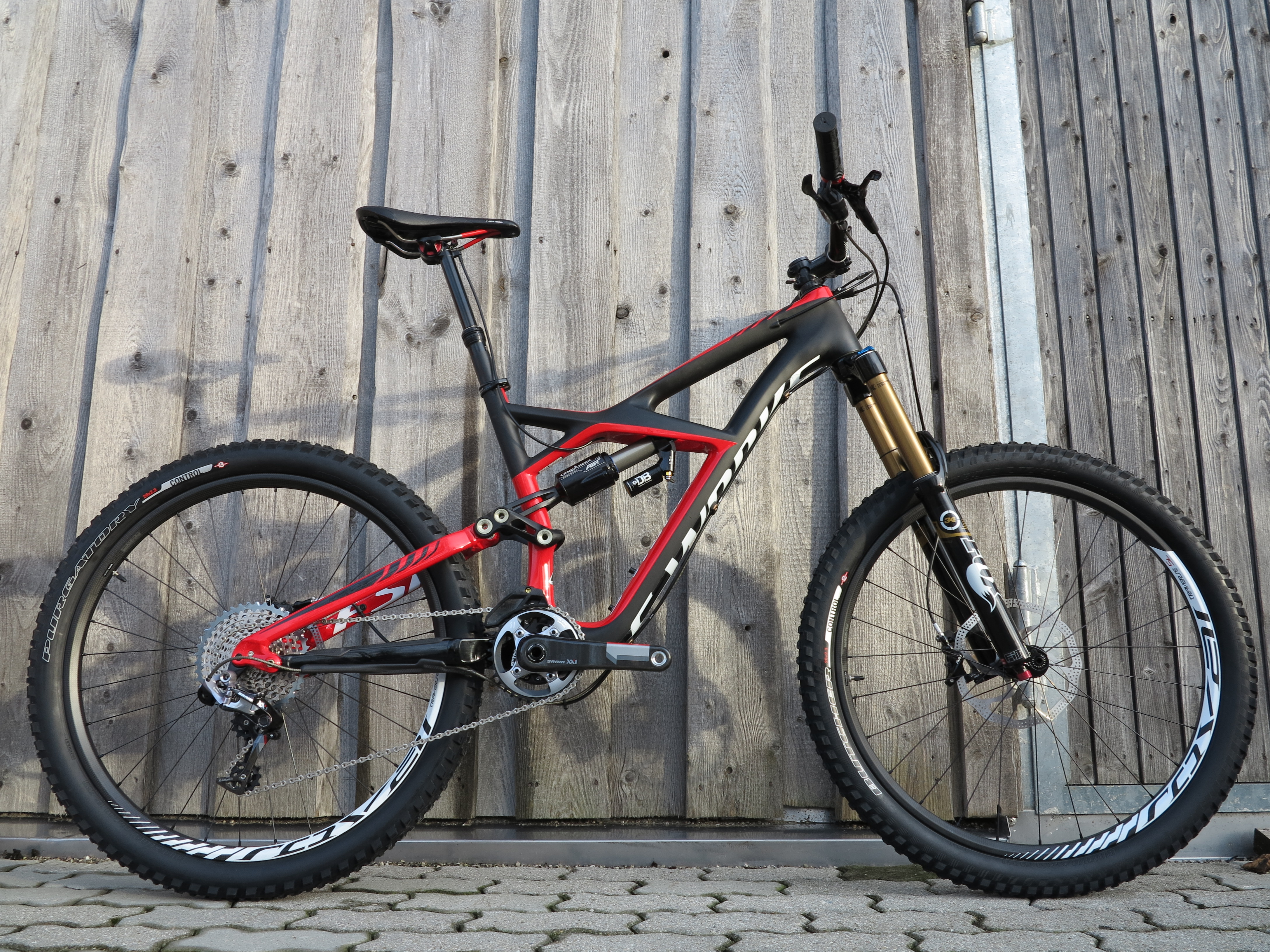
ENDURO

ロードバイク、マウンテンバイクはもちろん、ヘルメット、シューズ、グローブなどの開発にも力を注いでいる。また女性用のラインナップも多数あり、単に男性用をサイズダウンしたものではなく、実際に女性ライダーからのフィードバックを受けた上でデザインされている。フレームやシューズ、ヘルメットなどの一部商品のプロフェッショナル向けハイエンドモデルには、商品名の前にプロモデルであることを示すS-WORKS（エス・ワークス）の冠が付く。
レースシーンでトレンドとなりつつあったエアロ形状のロードバイク（エアロロード）にもいち早く着手。VENGE（ヴェンジ）は、F1の名門チーム、マクラーレンと共同開発して生み出された。このモデルは2011年のツール・ド・フランスに実戦投入され、マーク・カヴェンディッシュ（HTCハイロード：当時）に5度のステージ優勝をもたらした。さらにカヴェンディッシュはその時の世界選手権でも優勝を飾り、VENGEがもつスプリント能力を証明することになった。
バイクの自由な開発において、障害になることもあるUCIの規定。その規定が及ばないトライアスロン専用として2012年に生み出されたのが「SHIV」である。横風に対応する翼状のチューブデザイン、ハイドレーションバッグを内蔵したダウンチューブなど、画期的な機能を有しながらスペシャライズドが作った中で最も空力特性が高いバイクとなっている。
バイク各種
- ロードバイク
  - メンズモデル
Venge（ヴェンジ）、Tarmac（ターマック）、Roubaix（ルーベ）、Shiv（シヴ）、Transition (トランジション)、Allez（アレー）、Æthos(エートス)、
Secteur（セクター)
  - ウィメンズモデル
Amira（アミラ）、Ruby（ルビー）、Dolce（ドルチェ）
- マウンテンバイク
  - メンズモデル
Stumpjumper FSR（スタンプジャンパーFSR）、Stumpjumper（スタンプジャンパー）、Rockhopper（ロックホッパー）、Chisel（チゼル）、Fuse（フューズ）Enduro（エンデューロ）、Epic（エピック）、Epic HT　(エピックハードテイル)、Camber（キャンバー）、Demo（デモ）、Status（ステイタス）、Carve（カーブ）、Pitch（ピッチ）、Fatboy（ファットボーイ）、P.Series
  - ウィメンズモデル
Era（エラ）、Fate（フェイト）、Myka（マイカ

- eバイク
  - eロードバイク
Turbo Creo SL
  - eマウンテンバイク
Turbo Levo SL　Turbo Kenevo SL
  - eクロスバイク
Turbo Vado SL

- グラベルバイク、シクロクロス

Diverge　Sequoia　CruX
- クロスバイク

Sirrus　SirrusX　Roll

## 日本における活動
ダイワ精工が、1990年から続いてきたスペシャライズドとの日本総代理店契約の終了を表明し、2007年4月30日に契約を終了した。5月以降は新たに設立されたスペシャライズド・ジャパンが同ブランドの販売を開始。同時にコンセプトストア神宮前もオープンさせている。その後、数々のユーザーイベントのサポートを経て、2012年7月、初の主催イベント「SPECIALIZED DAYS」を開催した。